# César Ruiz Danyau
César Ruiz Danyau (Angol, 26 de octubre de 1918-Santiago, 21 de noviembre de 1990) fue un militar, diplomático y político chileno. Durante el gobierno del presidente Salvador Allende se desempeñó como comandante en jefe de la Fuerza Aérea de Chile (1970-1973) y ministro de Obras Públicas y Transportes (1973), durante la dictadura militar del general Augusto Pinochet como rector designado de la Universidad de Chile (1973-1975) y embajador en el Estado del Japón (1979-1982), y durante el retorno a la democracia como senador institucional (1990).

## Biografía
Cursó sus estudios primarios en el Liceo de San Felipe, y secundarios en el Liceo de Hombres de Angol, su ciudad natal.
A los 19 años ingresó a la Escuela Militar, como aspirante a oficial de aviación, ascendiendo a este cargo el año siguiente de su ingreso (1938).
En 1939 se convirtió en subteniente. En 1955, obtiene un importante puesto de mando al ser designado subdirector de la Academia de Guerra.
En 1964 asumió como Director de la Escuela de Aviación. 
Siguiendo con su trayectoria militar, en 1967 obtuvo el puesto como jefe de la Región Militar Norte y en 1969 fue nombrado Jefe del Estado Mayor General.
Entre 1970 y 1973 Ejerció como Comandante en Jefe de la Fuerza Aérea.
En el Gobierno de Salvador Allende fue nombrado Ministro de Obras Públicas y Transportes, cargo en el que duró 9 días, al presentar su renuncia por no poder solucionar el paro de camioneros. El presidente Allende le dijo que si renunciaba al Ministerio debía renunciar también a la Comandancia en jefe, a lo que respondió renunciando a ambos cargos, dejando el cargo de comandante en jefe al general Gustavo Leigh.

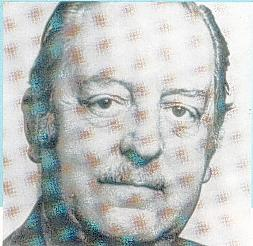
El general César Ruiz al asumir el cargo de comandante en jefe de la Fuerza Aérea.

En 1973, la dictadura militar lo nombró Rector de la Universidad de Chile, cargo que mantuvo hasta 1975, después fue designado Embajador en Japón.

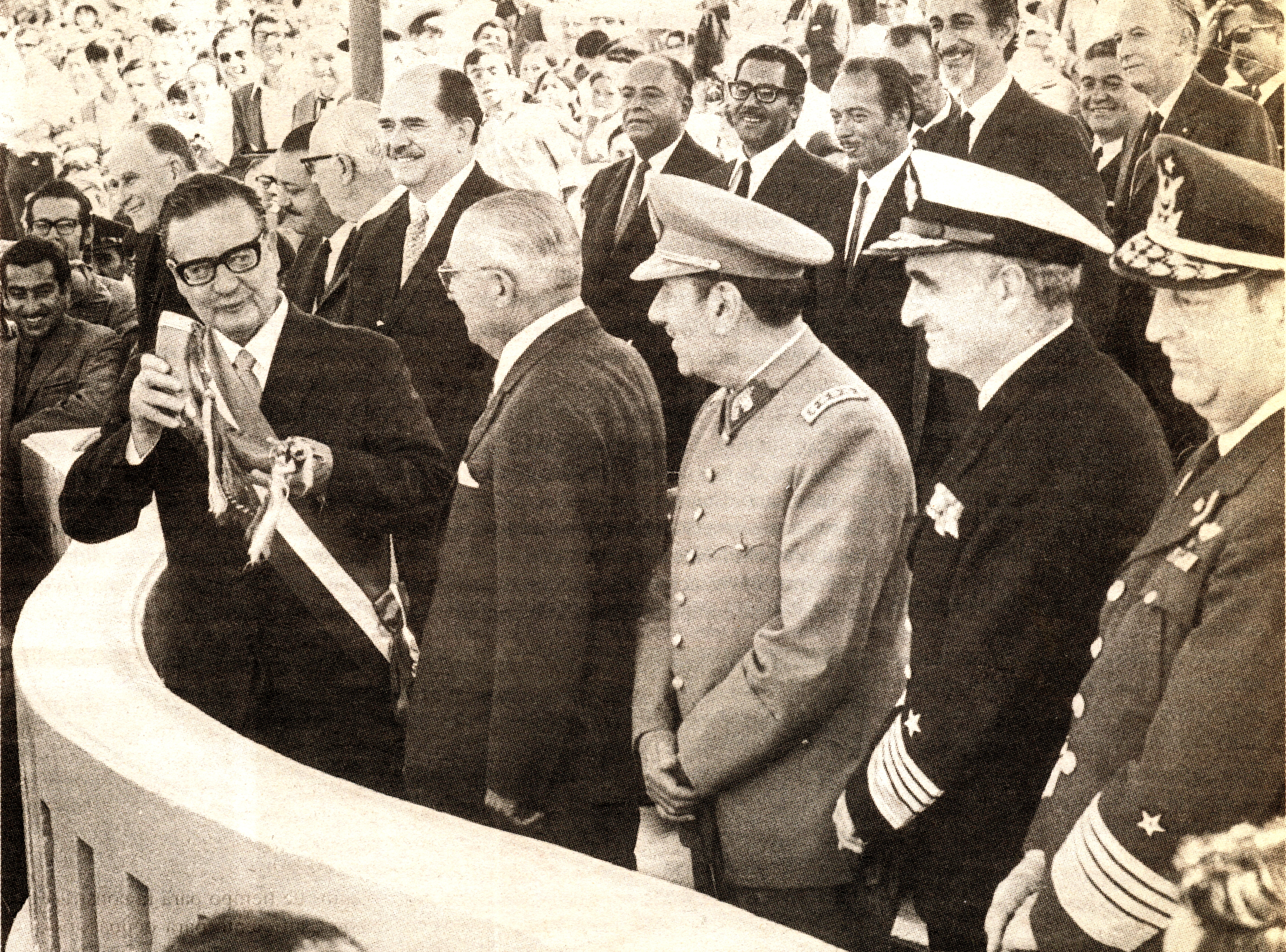
El general Ruiz con el presidente Salvador Allende y otras personalidades durante la primera parada militar del gobierno de la Unidad Popular.

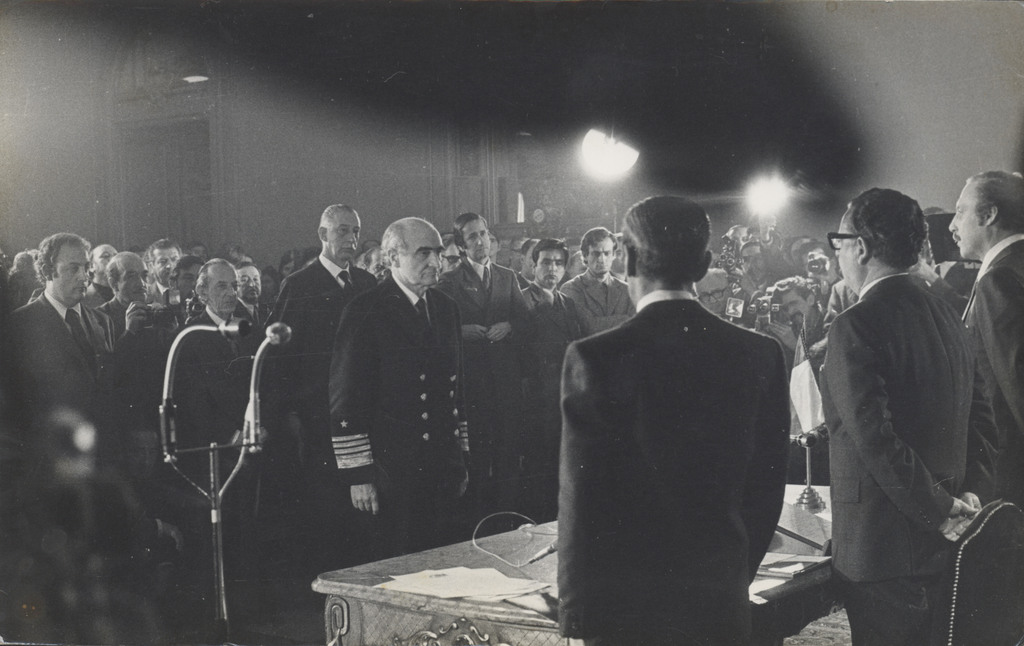
Con el comandante en jefe de la Armada Raúl Montero, el presidente Allende y el ministro de Defensa y Canciller Orlando Letelier.

En su calidad de excomandante en Jefe de la FACH, fue nombrado senador "institucional", para el periodo 1990-1998.  Integró la Comisión Permanente de Educación, Ciencia y Tecnología; y la de Transportes y Telecomunicaciones. No logró concluir su período parlamentario, al morir el 21 de noviembre de 1990 de una embolia pulmonar e insuficiencia respiratoria.

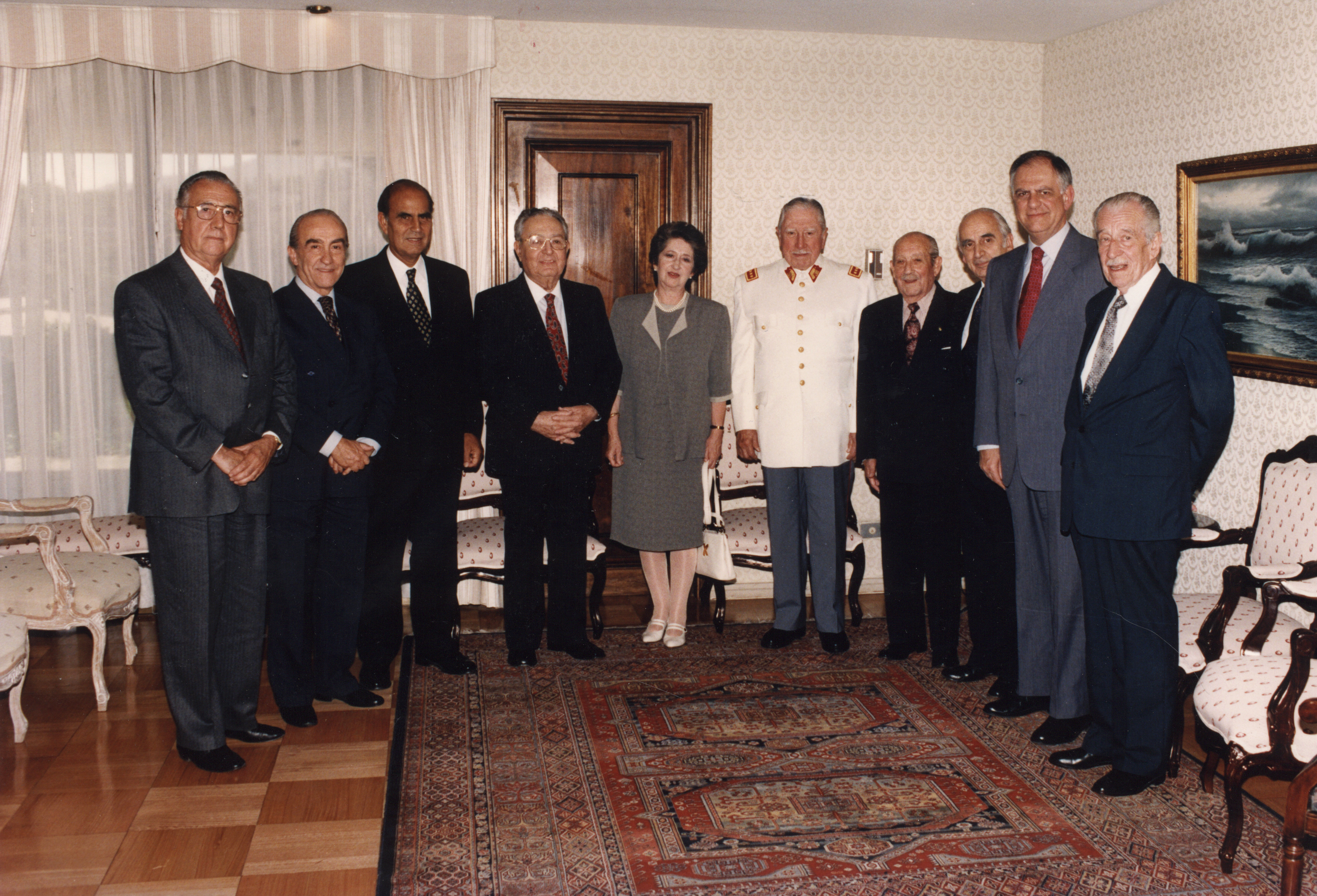
Con el exdictador Augusto Pinochet y otras personalidades.

## Historial militar
Su historial de ascensos en la Fuerza Aérea es el siguiente:
- 1937: Cadete de la Escuela Militar del Libertador Bernardo O'Higgins
- 1939: Subteniente
- 1944: Teniente
- 1948: Capitán
- 1953: Comandante de Escuadrilla
- 1958: Comandante de Grupo
- 1964: Coronel
- 1969: General de Brigada Aérea
- 1970: General del Aire
- 1970: Comandante en Jefe de la Fuerza Aérea de Chile